# Elizabeth Catlett
Elizabeth Catlett Mora (Washington, DC, 15 de abril de 1915 - Cuernavaca, 02 de abril de 2012) foi uma artista méxico-americana. Foi mais conhecida para os negros, esculturas e gravuras expressionistas produziu durante os anos de 1960 e 1970, que, no entanto, são vistas politicamente. Foi também avó da modelo Naima Mora.

## Obras
Algumas gravuras:
- Sharecropper (1968 ou 1970);
- Malcolm X fala por nós (1969).
- Malcolm X Speaks for Us (1961);

Algumas esculturas:
- Dancing Figure (1961);
- The Black Woman Speaks;
- Target (1970);
- The Singing Head.

## Prêmios
Recebeu diversos prêmios, entre eles, o Women's Caucus For Art. Também recebeu um doutorado honorário da Pace University, em Nova Iorque e foi acompanhado à apresentação pelo escultor Manuel Bennett.
Em 2003, Catlett foi a destinatária da Lifetime Achievement Award em Escultura Contemporânea, Centro Internacional de Escultura. 